# Parsteinsee
Parsteinsee es un municipio del distrito de Barnim, en Brandeburgo (Alemania).
- Datos: Q560215
- Multimedia: Parsteinsee / Q560215

1. ↑  Worldpostalcodes.org, código postal n.º 16248.